# پانارشیسم
پانارشیسم، یا فراحاکمیت‌گرایی یا برون ارضی‌گرایی فلسفه‌ای سیاسی است که بر حق انتخاب آزادانهٔ هر فرد برای پیوستن به یا ترک قلمرو هر دولتی بدون اجبار به ترک محل زندگی فعلی خود در نتیجهٔ این انتخاب، تأکید می‌کند. واژهٔ «پانارشی» توسط اقتصاددان سیاسی بلژیکی به نام پل امیل دو پوید ابداع و این مفهوم در مقالهٔ سال ۱۸۶۰ وی با عنوان «پانارشی» پیشنهاد گردید. واژهٔ پانارشی از آن زمان معانی مضاعف و مجزایی به خود گرفته است اما واژهٔ «پانارشیسم» به همان تعریف اصلی دو پوید اشاره دارد.
دو پوید، که طرفدار اقتصاد بازار آزاد بود در مقالهٔ خود بیان کرد که «رقابت دولتی» وجود هم‌زمان هر شمار دولت رقیب قابل تصور و ایجاد را ممکن می‌سازد. او نحوهٔ کار چنین نظام حکومتی را نیز شرح داد. همان‌طور که دیوید هارت در این باره می‌نویسد: «در صورتی که دولت صرفاً زمامدار جوامعی تابع قوانین باشد که عضویت در قلمرو آن دولت را انتخاب کرده‌اند، به کلیسای سیاسی تبدیل می‌شود.»
پانارشیسم مورد استقبال برخی آزادی‌خواهان و جامعه‌خواهان (سوسیالیست‌ها) از جمله جدایی‌طلبان و طرفداران ایجاد ریزکشور قرار گرفته است. مکس نتلاو در اوایل قرن بیستم و جان زوب در نیمهٔ دوم این قرن مقالات متعددی دربارهٔ این مفهوم را به نگارش درآوردند.
سه ایدهٔ مشابه پانارشیسم عبارتند از «قلمروهای حکومت کارکردیِ همپوشان و رقیب» (FOCJ) که اقتصاددانان سوییسی به نام‌های برنو فری و رینر آیشنبرگر به حمایت از آن پرداختند، «چنددولتی» که لو گراند دِی و دیگران طرفدار آن بودند و «فرا آرمان‌شهر» که در کتاب «آنارشی، حکومت و آرمان‌شهر» نوشتهٔ رابرت نوزیک مطرح گردید.